# Spongosorites niger
Spongosorites niger är en svampdjursart som först beskrevs av Arthur Dendy 1922.  Spongosorites niger ingår i släktet Spongosorites och familjen Halichondriidae.
Artens utbredningsområde är Seychellerna. Inga underarter finns listade i Catalogue of Life.